# Peter Mattis
Peter Mattis es un programador conocido por su trabajo en la primera versión del programa de creación y manipulación gráfica GIMP.

## Su trabajo en GIMP
En 1995, siendo estudiantes de la Universidad de Berkeley (California), Mattis y su compañero de estudios Spencer Kimball desarrollaron la primera versión de GIMP como proyecto de clase. Los dos eran miembros del Club de Estudiantes de Berkeley llamado eXperimental Computer Facility (XCF).
En 1999 Mattis explicó de qué se encargó él en ese primer desarrollo del programa:

Spencer trabajó más en GIMP mientras que yo trabajé más en GTK. Esto suponía una separación limpia que nos permitió trabajar en paralelo de una forma fácil. Yo seguramente escribí el 94 por ciento del código original de GTK. Los únicos widgets que no escribí fueron los de selección de ficheros, el de texto y las reglas. No estoy seguro de la cantidad de código del GIMP original que escribí. Ahí trabajé sobre todo en la arquitectura de los plug-in.
Peter Mattis

Sobre lo que le motiva a programar software libre y sobre la durabilidad del mismo dijo:

Podéis comprender que GIMP y GTK no fueron escritos para rellenar huecos en el software disponible bajo GPL y LGPL. El GIMP se creó porque yo quería hacer una página web. El GTK se creó porque yo estaba insatisfecho con Motif y quería ver cuanto se tardaba en escribir el juego de herramientas necesario para una interfaz de usuarios. Estas son razones puramente egoístas. Probablemente esta es la razón de que los proyectos progresen y finalmente tengan éxito. Me parece mucho más difícil de trabajar en algo durante largos períodos de tiempo por razones altruistas.

Pensad cuantos proyectos que luego quedaron en humo se han empezado porque alguien dijo "la comunidad de código abierto necesita X para tener éxito". Ahora piensa sobre cuantos paquetes de software de código abierto están disponibles en los cuales el autor afirma "Lo escribí porque necesitaba hacer Z" o bien "Escribí Y porque quería aprender cómo hacer Z".
Peter Mattis

## Trayectoria posterior
También trabajó junto a Spencer Kimball en el desarrollo del Google Servlet Engine. Actualmente trabaja para Square, Inc..